# Enrica Segneri
Enrica Segneri (Ferentino, 10 settembre 1981) è una politica italiana.

## Biografia
Laurea magistrale in scienze della comunicazione e iscritta al M5S dal 2009, è stata assistente parlamentare del deputato Luca Frusone. Nel 2012 si è candidata a sindaco di Frosinone, ottenendo solo il 2,34% dei voti. In seguito ha svolto il ruolo di assistente del gruppo M5S in Parlamento.
Alle elezioni politiche del 2018 è eletta deputata del Movimento 5 Stelle. È membro dal 2018 della XI Commissione Lavoro pubblico e privato.